# Ла Кроче (Тревизо)
Ла Кроче (итал. La Croce) је насеље у Италији у округу Тревизо, региону Венето.
Према процени из 2011. у насељу је живело 48 становника. Насеље се налази на надморској висини од 12 м.